# Carbon Engineering
Carbon Engineering Ltd ist ein kanadisches Unternehmen, welches beabsichtigt, künftig Direct air capture wirtschaftlich zu betreiben.
Das abgeschiedene CO2 soll entweder unterirdisch gespeichert werden (CO2-Abscheidung und -Speicherung) oder zu Synthetischem Kraftstoff verarbeitet werden.
Das Unternehmen betreibt seit 2015 eine Pilotanlage in Squamish (British Columbia), um CO2 aus der Atmosphäre zu entfernen und seit Dezember 2017 für die Umwandlung in Kraftstoffe.
Das Unternehmen wurde 2009 von dem Physiker David Keith gegründet. Geleitet wird es von Steve Oldham, vormals Senior Vice President für strategische Geschäftsentwicklung bei MacDonald, Dettwiler and Associates.
Carbon Engineering wird von mehreren staatlichen und auf Nachhaltigkeit ausgerichteten Agenturen sowie von privaten Investoren finanziert, darunter Bill Gates und Norman Murray Edwards. Darüber hinaus erhielt das Unternehmen um 2019 68 Mio. US-$ von Mineralölfirmen wie Chevron, Occidental Petroleum und BHP Billiton.

## Verfahren
Das von Carbon Engineering genutzte Direct-Air-Capture-Verfahren besteht aus zwei Einzelverfahren. Das erste Verfahren ist die Absorption von CO2 aus Luft mit Hilfe eines Hydroxides. Das zweite Verfahren ist die Absorption von CO2 aus dem angereicherten Hydroxid.
Das aus der Luft abgeschiedene CO2 kann unterirdisch gelagert werden, für die Erdölförderung verwendet werden oder zu synthetischen Brennstoffen verarbeitet werden.
Das von Carbon Engineering geplante Air-to-fuel-Verfahren (Luft-zu-Kraftstoff-Verfahren) soll aus Luft, Wasser und elektrischem Strom handelsübliche Brennstoffe wie Methan, Propan, Ethin, Motorenbenzin, Kerosin Jet A-1 und Dieselkraftstoff herstellen.